# 26711 Rebekahbau
26711 Rebekahbau è un asteroide della fascia principale. Scoperto nel 2001, presenta un'orbita caratterizzata da un semiasse maggiore pari a 3,0109622 au e da un'eccentricità di 0,1224038, inclinata di 8,96871° rispetto all'eclittica.
L'asteroide è dedicato alla studentessa statunitense Rebekah Bau.